# Pedrofon
A Pedrofon Swing & Rock'n Roll Show Band 2002-ben alakult magyar együttes. Fennállásuk kezdete óta közel kétezer koncertet tartottak, így a Pedrofon Magyarország egyik legfoglalkoztatottabb rock and roll zenekara.

## Az együttes története

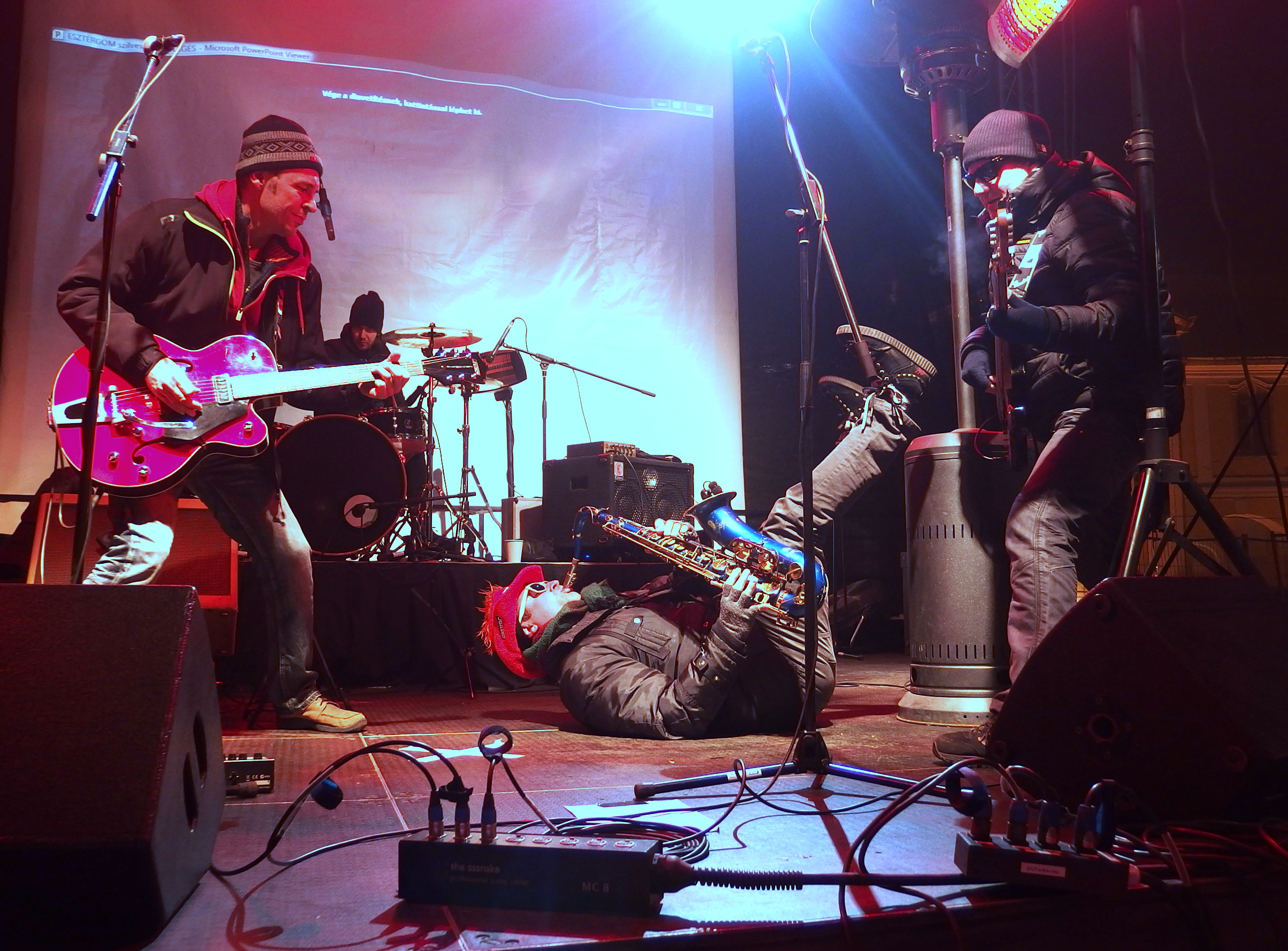
A Pedrofon az esztergomi szabadtéri szilveszteren, 2016. december 31.

2002 nyarán alakult, korábban már együtt zenélő tagokból (Cadillac, Madarak, Lucky Boys), majd a próbák szeptemberben kezdődtek. Az első koncertre novemberben került sor, ám ha már egyszer belelendült a zenekar, akkor az első bulit még kettő követte az évben. 

A jól sikerült első pár hónap után a 2003-as évet egy demo CD felvételével kezdték, és sorra járták a klubokat, a céges rendezvényeket és az utcabálokat, hogy hirdessék: a rock and roll örök!
Az első hivatalos elismerésre 2004-ben került sor, amikor is a Pedrofon a Sztárgyár tehetségkutató verseny fődíját hozta el.
Következett egy újabb elismerés, ugyanis a Sláger Rádió Bumeráng című műsora felkapta az IFA megy a hegyen című dalt, amelynek óriási, országos sikere lett. Mindeközben folytatódtak a klubkoncertek és a fellépések, a rendezvények széles palettáján.
Megvalósult az első közös koncert a Dolly Roll-lal, innentől 11 éven keresztül voltak elő és kísérőzenekara a legendás együttesnek.
A 2005-ös év ismét hivatalos elismeréssel gazdagította a zenekar referenciáját, hiszen a Művészbázis tehetségkutató verseny első helyezettje a Pedrofon lett.

Még ebben az évben több mint 100 koncertet adtak, és a zenekar azóta is minden éven hozza ezt a fellépésszámot.
Egy évvel később – 2006-ban – Baby Gabi elkezdte Rock & Roll-karrierjét a Pedrofonnal és ezt azóta is folytatja Fenyő Miklóssal és a saját zenekarával is.
A 2007-es év első hónapjában Elvis Presley születésnapján nagy sikerű emlékkoncertet adtak az Alcatrazban, amely onnan kezdve hagyománnyá vált: azóta is minden esztendőt Elvis emlékkoncerttel kezdenek, kitűnő vendégművészek bevonásával.
Ekkor indult útjára a népszerű nyári koncertsorozat az Orczy-kertben, ahol nagyszabású Elvis koncertet tartottak és ennek a hagyománya is tart ma napig.

A 2008-as év elhozta az 500. élő koncertet.

Az első külföldi koncert időpontja is elérkezett; Regensburgban nagysikerű bulit adtak a helyi rockabilly klubban. Elkészült az IFA megy a hegyen videoklipje, ami fel is került a Youtube-ra. Debütáltak Erdélyben és a Felvidéken is, ahol a Pedrofon a Dolly Rollal együtt lépett fel.

Az IFA klipje 2009-ben túllépte a 100 ezres nézettséget, és több budapesti és vidéki klubban is nézőcsúcsot döntött a zenekar.

Még ebben az évben sor került az első közös fellépésre Komár Lászlóval és Auguszt Bárióval.

Pedro élőben nyilatkozott 2010 elején a Sydney-i Magyar Rádióban; ebből is látszik: a Pedrofon híre már Ausztráliáig jutott! Ebben az évben 6 Elvis koncertet is tartottak összesen 25 énekes közreműködésével.
2011-ben egy száguldó vonaton is játszott a zenekar, ahová még 10 alkalommal visszatértek.
Még ebben az évben egy rendezvényen Fenyő Miklós elénekelte a Pedrofon zenekarral is a Jó Öreg Rock & Roll című dalt.

2012 novemberében 10 éves lett a zenekar és karácsonyra elérte az IFA klip az egymilliós nézettséget!
2013 tavaszán sikeres koncerteket adtak Takáts Tamással, valamint a Hungária együttes két alapító tagjával Csomós Péterrel és Matlaszkovszky Miklóssal
2014 nyarán hosszú idő után újra felléptek a legnagyobb Rock & Roll fesztiválon a Lakeside Weekenden. Valamint elindult a Műcsarnok Teraszon az egyik leghangulatosabb nyári koncertsorozat.
2015 elején Solymosi Róbert után Kisvári Bence érkezett a zenekarba a dobokhoz. Elindult a nagy sikerű klub a Sugár Áruházban Bardóczi Gyula a legendás dobos közreműködésével és a Dolly Roll kísérőzenekaraként a Népstadionban is felléptek, ahol a bontásra ítélt stadionban Pedro fújta az utolsó hangot…
2016 legelején volt az utolsó közös koncert a Dolly Rollal. Az év rengeteg klubozással telt és egyre több fesztiválra kaptak meghívást, pl a romhányi Pick Up Drive-ra is.
2017 őszén a 15 éves Pedrofon zenekar két koncertet is adott Svájcban. Az elsőt a zürich-i magyaroknak, a másodikat egy nagy múltú boogie woogie fesztiválon. Szilveszterkor pedig már második alkalommal vonzottak többezer embert a váci főtérre.
2018 januárjában indul a sikeres Acapulco klubsorozat, valamint nyáron a Vasmacska Teraszos rendezvények. Három Rock & Roll fesztiválon is felléptek ebben az évben és számos egyéb eseményen. Ősszel újraindult rendkívül népszerű táncos klubjuk az Angyalföldi József Attila Művelődési Központban. Szilveszterkor pedig két koncertet is adtak Nyíregyházán és Debrecenben.
2019 két Elvis emlékkoncertet is hozott: januárban a TRIP hajón, augusztusban a Kobuci kertben kitűnő vendégművészek közreműködésével. Május elsején a Városligeti Majálison 10ezer ember táncolt és szórakozott a Pedrofon utcabálon. Ebben az évben újra képernyőre került a zenekar; a Jampirandevú című műsor több dalukat is sugározta.
2020 minden zenekarnak rendkívül nehéz év volt, a Pedrofon is 3 hónapos leállásra kényszerült tavasszal. A nyári újraindulás hatalmas érdeklődéssel és a közönség óriási szeretetével járt. Ha nagy rendezvények nem is voltak ebben az évben, de a kis klubbulik, valamint utcabálok rendkívül örömteliek voltak. Két tagcsere is történt dobos és basszusgitáros fronton. Visszatért Solymosi Róbert és érkezett Csizmadia László. Az újabb leállás alatt felkészült a zenekar az OFF Kultúrszövőgyár online koncertjére, ahol az új felállás először mutatkozott be egy szilveszteri buli apropójából. Az év utolsó előtti napján pedig ugyanitt elkészült Elvis Presley emlékére egy 13 dalos felvétel, melyet 13 kitűnő énekessel rögzítettek.
2021 májusáig nem volt engedélyezve semmilyen zenés-táncos rendezvény. Ám a zenekar nem állt le, folyamatos próbákkal és két nagysikerű online koncerttel töltötte idejét. Utóbbit a Stream On You jóvoltából készítették. A második koncerten 3 újdonsággal is meglepte a csapat rajongóit: Pedro írt két magyar szöveget, egyik a rendkívül aktuális Szuri-Muri, melyet Little Richard Tutti Frutti című slágerére adtak elő.
A Pedrofon műsorának alapját a rock and roll korszak különféle stílusú zenéinek (rock and roll, twist, mambó, stb.) hiteles, egyben újszerű előadása adja, de emellett a harmincas-negyvenes évek szvingjét, valamint Komár László és Hungária dalokat is játszanak. A lendületes és életvidám előadásokat a korhű öltözékek és hangszerek, a közönség bevonása (pl. I'm Walking és a Nincs kettő négy nélkül film szaxofonos száma), az előadásról előadásra változó vidám spontán show-elemek jellemzik. 
Specialitásuk világslágerek humorosra fordított, magyar nyelvű szövege, pl. IFA megy a hegyen (If I Had a Hammer), Ronda vagy (I'm a Wanderer), Hócsuka (All Shook Up), Bálnaszerű szinyorina (Buona sera signorina), Hagyd békén a magnómat (Bill Haley Mambo Rock), valamint a dalok rock and roll tempóra hangszerelése (pl. Paul Anka Diana című dala). Bob Seger „Old Time Rock and Roll” című dalához Pedro írt magyar szöveget „Jó öreg rock and roll” címmel, a dalt Fenyő Miklós is számos alkalommal elénekelte.

## Tagok

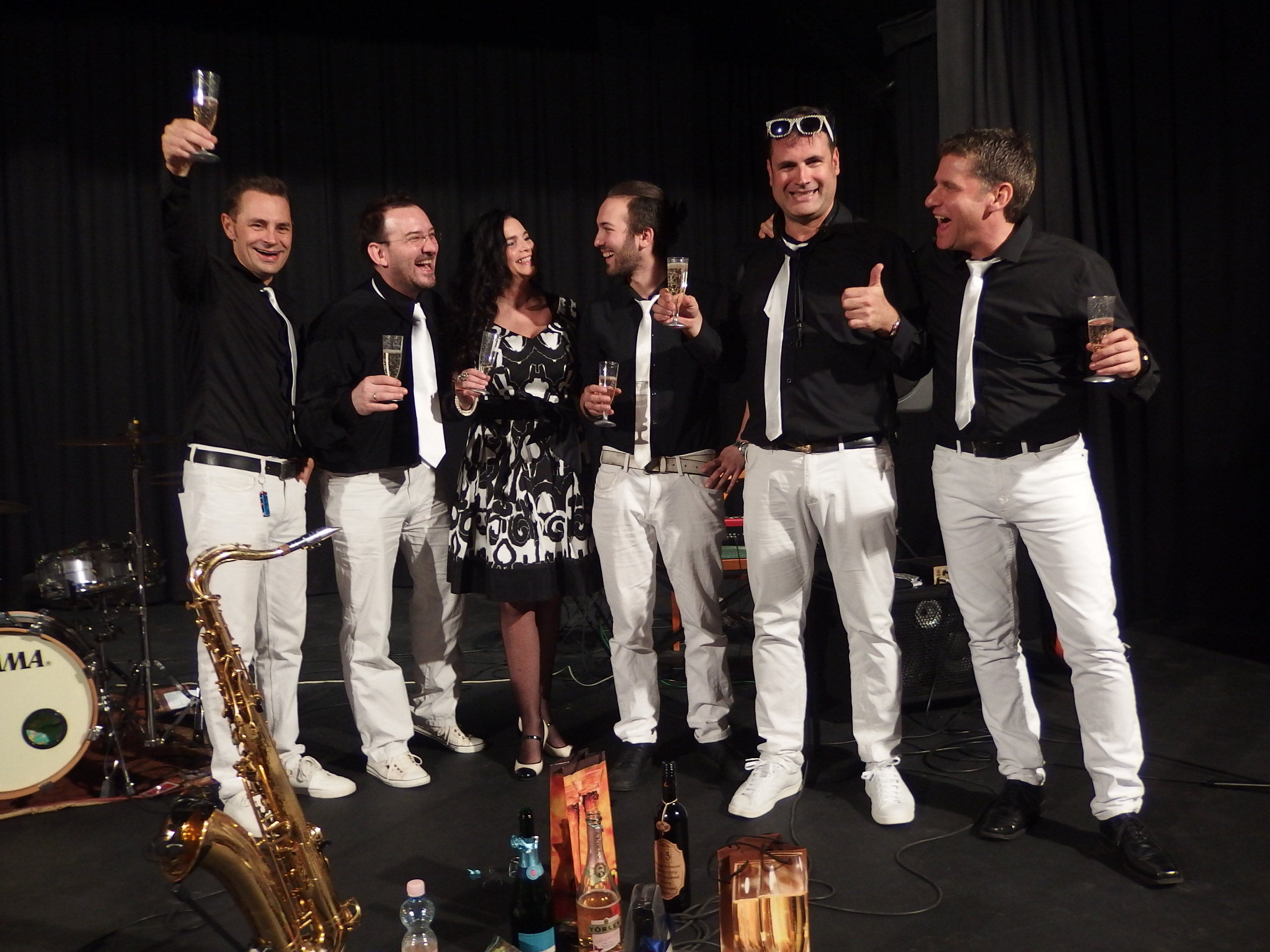
A Pedrofon 15. születésnapi koncertje

- Kosztolicz Péter „Pedro” - zenekarvezető, szaxofonok, ének, dalszerzés, szövegírás
- Födő Sándor „Fidóbácsi” - gitár, ének, dalszövegírás, szövegfordítás (nem tévesztendő össze Födő Sándor (Fodo) zenésszel)
- Solymosi Róbert „NagykoBácsi” - dob, ütőhangszerek
- Szajkó Edina „Edinéni” - ének, vokál
- Kovács Erik „GubanczMárton” - billentyűs hangszerek, vokál, technika
- Csizmadia László "Csizi" - basszusgitár, vokál

### Korábbi tagok
- Péntek Tibor (dob) 2002-2003
- Berkesi Alex (bass) 2002-2004
- Kisvári Bence (dob) 2014-2020
- Porvay György László (bass) 2004-2020